# رییکا ۱۱۷۰۶
سیارک ۱۱۷۰۶ (به انگلیسی: 11706 Rijeka، نامگذاری:1998HV4) یازده هزار و هفتصد و ششمین سیارک کشف شده‌است که در ۲۰ آوریل ۱۹۹۸ کشف شد.
قدر مطلق سیارک برابر ۲۰٫۴ است.